# Свежиньский, Юзеф
Юзеф Свежиньский или Иосиф (Осип) Владиславович Свежинский (пол. Józef Świeżyński; 19 апреля 1868, Влонице — 12 февраля 1948, Сандомир, ПНР) — польский государственный и политический деятель, землевладелец, врач, премьер-министр в 1918 году.

## Биография
Юзеф Свежиньский родился 19 апреля 1868 года в Влонице.
В молодости был членом партии Zet и Народной лиги, ставшей основой для Народно-демократической партии, одним из лидеров которой Свежиньский станет в будущем. С 1906 года избирался в 1-ю, 3-ю и 4-ю Государственные Думы Российской Империи. Член Польского коло.
На протяжении 11 дней в 1918 году занимал пост премьер-министра. Позже занимался вопросами образования.
В 1925 году награждён командорским крестом со звездой Ордена возрождения Польши, что является второй из возможных пяти степеней ордена.
Юзеф Свежиньский умер 12 февраля 1948 года в Сандомире.